# Pomník Ernesta Denise v Praze

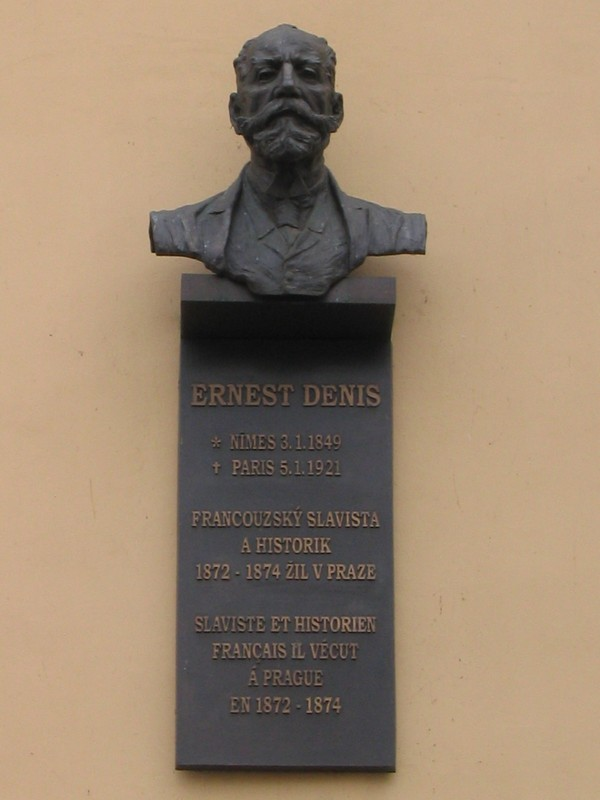
Busta Ernesta Denise

Pomník  Ernesta Denise byl bronzovou sochou francouzského historika v nadživotní velikosti, sedící za stolem, na mohutném soklu v podobě kamenného kvádru třikrát vyššího než figura. Stál na dolním Malostranském náměstí v Praze v koutě při severní zdi špalíčku. Autorem sochy byl Karel Dvořák, autorem architektonického řešení Vlastislav Hofman. 
Pomník byl odhalen 27. října 1928 u příležitosti oslav 10. výročí republiky. Odhalení se zúčastnili Tomáš Garrigue Masaryk, Edvard Beneš, Milan Hodža, Karel Baxa, Antonín Uhlíř, Eugène Mittelhauser, Monsignore Jan Šrámek, Alfred Oberkirch a další politici.
Pomník vznikl z iniciativy politiků, především ideologa strany Národních socialistů, poslance Antonína Uhlíře, který založil Spolek pro zbudování pomníku, stal se jeho předsedou a vybíral na něj finance.
Pomník stál na svém místě do 20.–21. dubna 1941, kdy jej zdemolovali nacističtí okupanti. Sádrový model se dochoval v depozitáři Galerie hlavního města Prahy.
V současné době Denisovu památku na domě zvaném „Bílý Orel“ na témže náměstí připomíná busta a pamětní deska, jejímiž autory jsou akademický sochař Petr Roztočil a Ing. arch. Mikoláš Vavřín. Odhalena byla 31. října 2003. 
V souvislosti s revitalizací Malostranského náměstí a plánu na odstranění parkoviště, kde pomník stál, proběhla roku 2018 veřejná diskuse o obnovení pomníku. Debatu zastupitelů Prahy 1 s vedením Prahy primátorky Krnáčové, historiků umění a projektantů doprovázely spory o umístění, o kvalitu zachovaného Dvořákova díla a protichůdná iniciativa pro obnovení pomníku maršála Radeckého, který původně stál na jiném místě náměstí. Architektonická studie přijatá městem žádnou z variant realizace pomníku nakonec neobsahovala.